# بان زياد طارق
بان زياد طارق (1991 — توفيت في 4 آب/أغسطس 2025) طبيبة نفسية عراقية من البصرة. أثارت وفاتها جدلاً واسعًا في الأوساط الطبية والشعبية والإعلامية، بعد العثور عليها متوفية داخل منزلها في ظروف غامضة، قبل أن يعلن مجلس القضاء الأعلى أن الوفاة كانت نتيجة انتحاراً.

## حياتها
وُلدت بان زياد طارق في البصرة بجنوب العراق. درست الطب في جامعة البصرة وتخرجت طبيبة عامة في عام 2015، ثم تخصصت في الطب النفسي والعلاجات النفسية والعقلية. عُرفت بين زملائها بكفاءتها المهنية وحرصها على خدمة المرضى. كما شاركت في مؤتمرات طبية محلية، كان آخرها قبل وفاتها بفترة قصيرة.

## وفاتها
في 4 آب/أغسطس 2025، عُثر على بان زياد طارق متوفية في منزلها بمدينة البصرة في ظروف غامضة. أثارت صور وتقارير أولية حول وجود جروح قطعية وكدمات على جسدها شكوكًا واسعة في احتمال تعرضها لجريمة قتل. أمر رئيس الوزراء العراقي، محمد شياع السوداني، بتشكيل لجنة للتحقيق ونقل القضية إلى بغداد لمراجعتها من قبل الطب العدلي والأدلة الجنائية. كما أوقف أحد المشتبه بهم من أفراد العائلة بشكل مؤقت.
في 18 آب/أغسطس 2025، أصدر مجلس القضاء الأعلى بيانًا رسميًا أكد فيه أن التحقيقات الجنائية أثبتت أن الوفاة كانت نتيجة انتحار، مستندًا إلى أدلة من بينها رسالة مكتوبة بخط يدها، وعدم وجود آثار اعتداء جنسي أو خنق أو تسميم. بناءً على ذلك أغلق الملف القضائي نهائيًا.

## ردود الفعل
أثارت وفاة بان زياد طارق تفاعلاً واسعًا على مواقع التواصل الاجتماعي وفي وسائل الإعلام. خرجت وقفات احتجاجية في البصرة طالبت بتحقيق شفاف ونزيه. زملاؤها من الأطباء وأقاربها أبدوا شكوكًا في فرضية الانتحار، وأكدوا أنها لم تُظهر علامات اكتئاب أو عزلة. كما ناشدت منظمات نسوية، مثل شبكة النساء العراقيات، بفتح تحقيق مستقل لضمان العدالة والشفافية. وسميت قاعة على اسمها في إحدى مستشفيات البصرة.